# Фердинанд Марія
Фердинанд, принц Баварський, інфант Іспанський (10 травня 1884, Мадрид — 5 квітня 1958, Мадрид) — син баварського принца Людвіга Фердинанда (брата короля Людвіга III) і іспанської інфанти Марії де ла Пас (дочки королеви Ізабелли II).
У 1906 році одружився з іспанською інфантою Марією Терезою. Вона була його двоюрідною сестрою. У подружжя було четверо дітей:
- Інфант Луїс Альфонсо Іспанська (1906—1983)
- Інфант Хосе (Хусепе) Еухеніо Іспанська (1909—1966), граф де Одіоль з 1933, одружений морганатичним шлюбом (1933) на Марії Соланж Месіа-і-де-Лессепс (рід. 1911)
- Інфанта Марія де лас Мерседес Іспанська (1911—1953), дружина (1946) князя Іраклія Георгійовича Багратіон-Мухранского (1909—1977)
- Інфанта Марія дель Пілар Іспанська (1912—1918)

Овдовівши, він в 1914 році одружився з Марією Луїзою де Сільва і Фернандес (1880—1955), герцогинею де Талавера де ла Рейна, якій було присвоєно титул інфанти іспанської. У подружжя не було дітей.